# Liste der Monuments historiques in Saint-Pierre-de-Bat
Die Liste der Monuments historiques in Saint-Pierre-de-Bat führt die Monuments historiques in der französischen Gemeinde Saint-Pierre-de-Bat auf.

## Liste der Bauwerke
| Bezeichnung      | Beschreibung                  | Standort | Kennzeichnung | Schutzstatus | Datum | Bild |
| ---------------- | ----------------------------- | -------- | ------------- | ------------ | ----- | ---- |
| Kirche St-Pierre | Erbaut ab dem 11. Jahrhundert | (Lage)   | PA00083799    | Inscrit      | 2001  |      |